# Partido comunista

La estrella roja, símbolo comunista.

La hoz y el martillo, símbolo usado, a veces con variaciones, por los partidos comunistas.

Un partido comunista es un partido político cuya base ideológica es la teoría marxista, en cualquiera de sus modalidades o escuelas, buscando la implementación de una sociedad comunista. El partido comunista, a diferencia de los partidos socialistas, socialdemócratas y laboristas (que se crean en la segunda mitad del siglo XIX), surge en la primera mitad del siglo XX como resultado de la I Guerra Mundial (1914-1918), la Revolución de Octubre (1917) y, sobre todo, por la creación de la Internacional Comunista. Es el resultado de la división de los partidos integrantes de la Segunda Internacional que se opusieron a la guerra, apoyaron la revolución bolchevique y se consideraban revolucionarios y contrarios a las llamadas tácticas "revisionistas".

## Historia
El primer partido en adoptar este nombre fue la facción bolchevique del Partido Obrero Socialdemócrata Ruso (POSDR) que en marzo de 1918 (VII Congreso Extraordinario) pasó a llamarse Partido Comunista Ruso (bolchevique) ("VKP(b)") para diferenciarse de los mencheviques y otras facciones del POSDR.  
Posteriormente otros partidos europeos, que correspondía a las facciones que apoyaban la revolución rusa se denominan partido comunista. El nombre se hace obligatorio para los partidos integrantes de la Internacional Comunista a partir de la aprobación de las 21 condiciones en el II Congreso Mundial del 30 de julio de 1920, ya que la 17.ª condición de la lista señala que todo partido miembro debía llamarse: Partido Comunista de <País> (sección de la Internacional Comunista).

## Formación
Como norma, desde la III Internacional todos los partidos comunistas deben organizarse en torno a los principios del centralismo democrático. Los militantes eligen a sus representantes locales, estos a sus representantes y así continuamente. Los representantes locales a nivel de base eligen a los representantes a nivel regional, avanzando dependiendo de los diferentes niveles que se ven necesarios para mantener la democracia interna, para ello todo cargo puede ser revocado democráticamente en cualquier momento. También se proscriben las facciones internas o disidentes al interior del partido, con lo cual se buscaba mantener la unidad y consenso en la dirección revolucionaria al interior del partido, intentando evitar también cualquier confabulación interna o externa que pudiera minar o limitar la unidad y capacidad del partido. Un partido comunista en teoría ha de mantener una libertad de crítica y autocrítica, para mantenerse como vanguardia proletaria con una línea correcta sobre la base de las circunstancias a las que se enfrenta, descrito como parte del centralismo democrático.
En su libros ¿Qué hacer? y Un paso adelante, dos pasos atrás, Lenin fundamentó las tareas y el modelo del partido comunista. Según él, el partido es el destacamento de vanguardia de la clase obrera y sus principales funciones son incorporar al movimiento obrero el conocimiento político marxista y dirigir la lucha anticapitalista en todos sus aspectos. Una de las características esenciales del partido de vanguardia leninista, es que está conformado por revolucionarios conscientes procedentes del proletariado local. Otra característica esencial de un partido comunista es el unir el socialismo científico con el movimiento obrero, es decir, un partido comunista solo es vanguardia cuando es reconocido como tal por las masas a las que en teoría representa y las guía sobre la base del primero.